# Ojete de metal

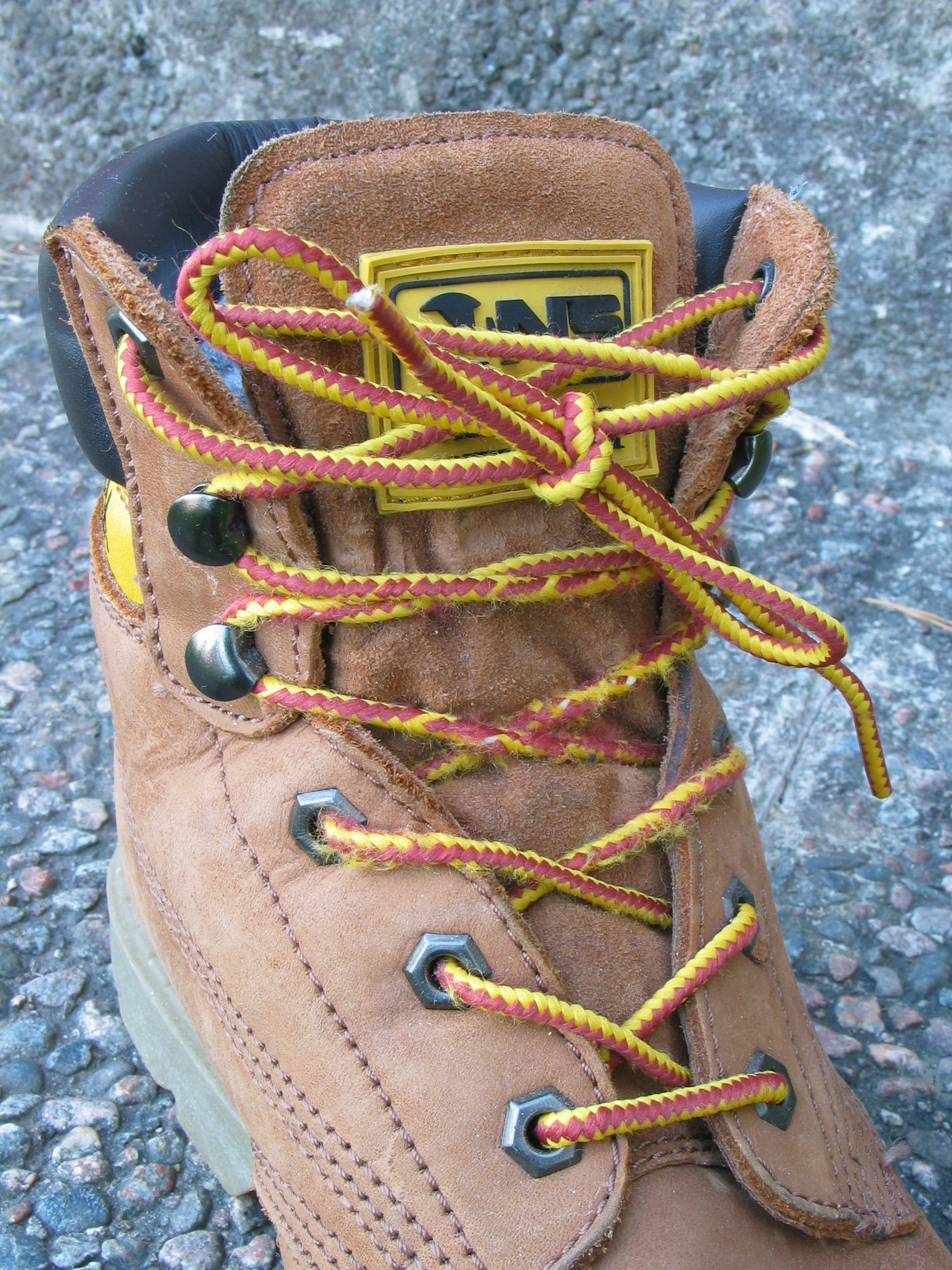
Bota con 6+4+2 ojetes de metal.

Un ojete de metal (Francés oeillet, Inglés grommet =  pequeño ojo) es un refuerzo hueco de metal o de otro material duro. El ojete de metal se usa a menudo para reforzar ojales por donde pasan cordones o cuerdas, tales como zapatos, ropa, lona de camping o nàutica.
El tipo de ojete de metal más común es un anillo para insertar en un agujero hecho en un material fino, como por ejemplo una tela. Suelen ser acampanados y con una solapa en cada lado de la tela para mantenerlos en su sitio, y normalmente están hechos de metal, plástico o goma.
Se utilizan para evitar el rasgado o la abrasión del material perforado, para cubrir los bordes afilados de la perforación, o para ambos propósitos. Son muy comunes los ojetes de metal, que se utilizan en los zapatos para pasar los cordones.

## Tipos
- Ojetes grandes, usados en las velas los barcos para pasar las escotas y en otros aditamentos como toldos, cortinas
- Ojetes pequeños, usados en zapatos, cinturones, etc.

## Aro metálico reforzador

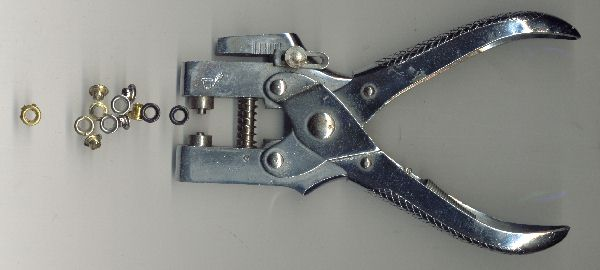
Ojetes de metal con su remachadora

Los aros de metal se utilizan para reforzar agujeros practicados en cuero, tela, zapatos, lona y otros tejidos. pueden ser hechos de metal, goma, o plástico, y se utilizan fácilmente en proyectos comunes, que requieren solo el propio ojete de metal, una matriz-horma (varilla de metal con la punta convexa que viene en el kit), y un martillo.
Hay también remachadoras profesionales (como se muestra en la imagen), aunque por lo general golpeando con un martillo contra la matriz-horma es perfectamente efectivo para pequeños proyectos. Los usos más comunes incluyen el reforzar los agujeros de cordones de botas, zapatos, corsés y otras prendas de vestir, así como cortinas y otros artículos del hogar que requieren ganchos para colgarlas, por ejemplo, las cortinas de ducha en las barras tensoras de soporte.
Los ojetes de metal impiden que el cable se desgarre al pasar repetidamente por el orificio, proporcionando de este modo una mayor duración. Los más pequeños que se utilizan en las prendas de vestir generalmente también tienen fines decorativos (aparte del paso de cordones).

## Uso en medicina

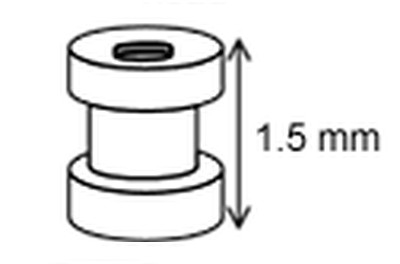
Tubo transtimpànico

Hay un tipo concreto que se usa en medicina con su nombre en inglés (grommet) como tubo de timpanostomía utilizado para el drenaje del oído medio.